# Gloria Graham
Pour les articles homonymes, voir Graham.
Gloria Graham (née en 1940 à Beaumont au Texas) est une artiste contemporaine américaine. Elle pratique la sculpture, la peinture et la photographie. Elle vit au Nouveau-Mexique.

## Biographie
Elle a obtenu le « Bachelor in Fine Arts » à l'université de Waco, Texas (1962), et poursuivi ses études à l'université de Californie à Berkeley (1962) et à l'université du Wisconsin-Madison à Madison. Pendant un séjour à Paris en 1965, elle suivit ses études de sculpture.
Le 1975 marque le début de sa carrière artistique avec une série d'œuvres en céramique.
Pendant la moitié des années 1980, elle travaille avec la peinture sur toile et sur panneaux de boix.
Ses travaux reprennent souvent les formes géométrique de la nature, en est un exemple la collection des dessins de la structure atomique des cristaux et des minéraux, qui s’inspire aux études du physicien Max Von Laue.
Le collectionneur Panza di Biumo a écrit : « Les travaux de Gloria Graham s’inspirent à une recherche spirituelle qui se révèle ouvertement à travers les peintures de petit dimensions. »
S’inspirant au même sujet de la nature, Gloria a dessiné sur les murs la structure moléculaire des éléments come le sel et le quartz.
Pendant les dernières années, Gloria Graham travaille avec la photographie. Un de ses travaux les plus récents sont les portraits de 25 poètes pour le projet Add-Verse, en collaboration avec l’artiste Allan Graham qui a filmé les mains et les manuscripts des poètes pendant la lecture de leurs textes.

## Matériaux

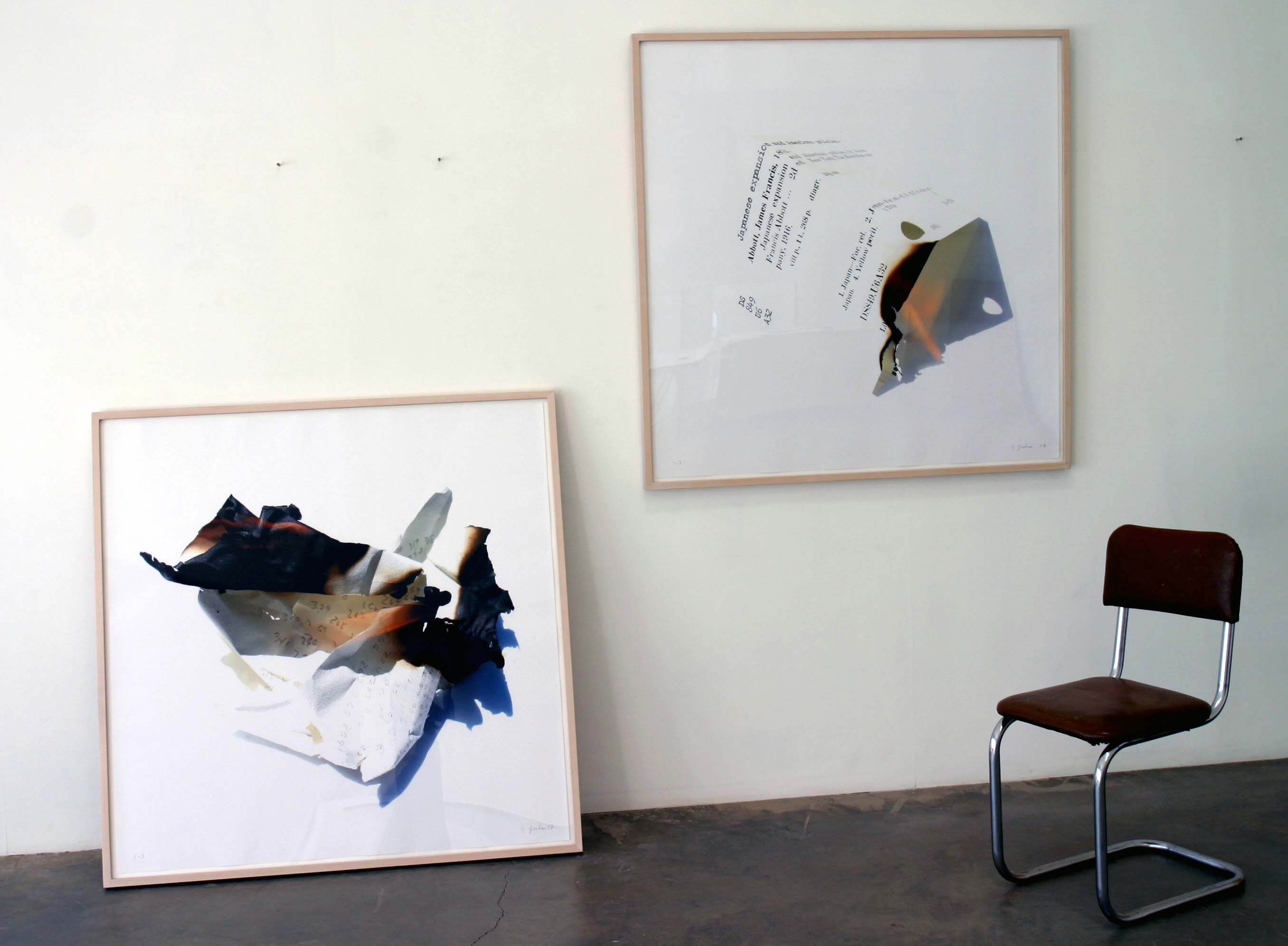
L’atélier de Gloria Graham, 2009

Même si elle est très connue pour la peinture, Gloria Graham a utilisé une grande variété de matériaux.
Au début de sa carrière artistique elle a beaucoup utilisé la céramique pour la création d’objets cylindriques et ronds.
Pendant la moitié des années 1980, elle développe une technique de peinture sur panneaux de bois en utilisant un mélange de kaolinite, hide glue[Quoi ?], et graphite pour le dessin, une méthode similaire est utilisée pour les tankas tibétains.
Autres matériels et techniques sont la peinture à huile, la photographie, l’aluminium et les serviettes en damas. Pour l'œuvre Famine Series elle a peint les drapeaux de huit pays africains sur des serviettes en damas, une critique à notre relation avec les peuples qui souffrent la faim.

## Musées détenant des œuvres de l'artiste
- Galerie d'art Albright-Knox, Buffalo, NY
- Musée d'Art moderne et contemporain de Trente et Rovereto, Rovereto, Italia
- The Lannan Foundation
- Whitney Museum of American Art
- The Broida Foundation
- Fisher Landau Center, Long Island City, New York
- Musée des Beaux-Arts de Houston, Houston, TX
- Museo Cantonale d'Arte, Lugano, Suisse[4]
- Museum of Albuquerque, Albuquerque, NM
- Harwood Museum of Art, Taos, NM
- New Mexico Museum of Art, Santa Fe, NM
- Roswell Museum and Art Center, Roswell, NM
- North Dakota Museum of Art, Grand Forks, ND